# Baniopis pulverea
Baniopis pulverea là một loài bướm đêm trong họ Noctuidae.